# Extrativismo mineral na Paraíba
Rico em calcário e argila, o solo paraibano possibilitou o desenvolvimento da indústria de cimento em João Pessoa, e tornou a cerâmica, trabalhada artesanalmente, em produção de escala e apreciada também fora do Brasil.
Na Paraíba há também jazidas de mármore e ocorrências de fosforita, tungstênio, colombita, bentonita, berilo e cassiterita.
Garimpa-se ouro em Santa Luzia, Princesa e Picuí e faz-se prospecção para dimensionamento de depósitos radioativos.